# Macieira (Sernancelhe)
Macieira é uma povoação portuguesa do Município de Sernancelhe que foi sede da extinta Freguesia de Macieira, freguesia que tinha 11,79 km² de área e 124 habitantes (2011), e, por isso, uma densidade populacional de 10,5 hab/km².
A Freguesia de Macieira foi extinta e agregada à freguesia de Ferreirim, criando-se a União das freguesias de Ferreirim e Macieira.
Macieira pertenceu ao extinto concelho de Fonte Arcada até 1855.

## População
| População da freguesia de Macieira | População da freguesia de Macieira | População da freguesia de Macieira | População da freguesia de Macieira | População da freguesia de Macieira | População da freguesia de Macieira | População da freguesia de Macieira | População da freguesia de Macieira | População da freguesia de Macieira | População da freguesia de Macieira | População da freguesia de Macieira | População da freguesia de Macieira | População da freguesia de Macieira | População da freguesia de Macieira | População da freguesia de Macieira |
| ---------------------------------- | ---------------------------------- | ---------------------------------- | ---------------------------------- | ---------------------------------- | ---------------------------------- | ---------------------------------- | ---------------------------------- | ---------------------------------- | ---------------------------------- | ---------------------------------- | ---------------------------------- | ---------------------------------- | ---------------------------------- | ---------------------------------- |
| 1864                               | 1878                               | 1890                               | 1900                               | 1911                               | 1920                               | 1930                               | 1940                               | 1950                               | 1960                               | 1970                               | 1981                               | 1991                               | 2001                               | 2011                               |
| 361                                | 407                                | 413                                | 412                                | 351                                | 320                                | 371                                | 337                                | 328                                | 327                                | 234                                | 190                                | 176                                | 117                                | 124                                |

| Distribuição da População por Grupos Etários | Distribuição da População por Grupos Etários | Distribuição da População por Grupos Etários | Distribuição da População por Grupos Etários | Distribuição da População por Grupos Etários | Distribuição da População por Grupos Etários | Distribuição da População por Grupos Etários | Distribuição da População por Grupos Etários | Distribuição da População por Grupos Etários | Distribuição da População por Grupos Etários |
| -------------------------------------------- | -------------------------------------------- | -------------------------------------------- | -------------------------------------------- | -------------------------------------------- | -------------------------------------------- | -------------------------------------------- | -------------------------------------------- | -------------------------------------------- | -------------------------------------------- |
| Ano                                          | 0-14 Anos                                    | 15-24 Anos                                   | 25-64 Anos                                   | > 65 Anos                                    |                                              | 0-14 Anos                                    | 15-24 Anos                                   | 25-64 Anos                                   | > 65 Anos                                    |
| 2001                                         | 18                                           | 13                                           | 47                                           | 39                                           |                                              | 15,4%                                        | 11,1%                                        | 40,2%                                        | 33,3%                                        |
| 2011                                         | 9                                            | 14                                           | 63                                           | 38                                           |                                              | 7,3%                                         | 11,3%                                        | 50,8%                                        | 30,6%                                        |

Média do País no censo de 2001:  0/14 Anos-16,0%; 15/24 Anos-14,3%; 25/64 Anos-53,4%; 65 e mais Anos-16,4%
Média do País no censo de 2011:   0/14 Anos-14,9%; 15/24 Anos-10,9%; 25/64 Anos-55,2%; 65 e mais Anos-19,0%

## Património
- Igreja Matriz de São Sebastião de Macieira;
- Capela de São Gonçalo.